# Janet Blair

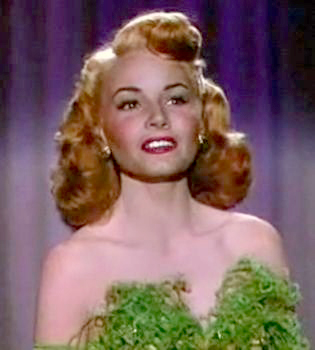
Janet Blair i filmtrailern till I kväll och varje kväll.

Janet Blair, född 23 april 1921 i Altoona, Pennsylvania, död 19 februari 2007 i Santa Monica, Kalifornien, var en amerikansk skådespelare och sångare. Under 1940-talet spelade hon in film i Hollywood och gjorde större roller i filmerna Pass för den blonda! (1942) och I kväll och varje kväll (1945). Från 1950 turnerade hon med musikalen South Pacific i tre år. Hon spelade huvudrollen Nellie Forbush i över 1200 framträdanden.

## Filmografi
- 1942 – Pass för den blonda!
- 1944 – I storstadens djungel
- 1945 – I kväll och varje kväll
- 1946 – Den tappres väg
- 1947 – Dorsey spelar upp
- 1948 – Borsta mig på ryggen
- 1948 – Skuggad av gangsters
- 1948 – Den svarta pilen
- 1957 – Ding i bollen
- 1962 – Drömbruden
- 1991 – Mord och inga visor (TV-serie) (gästroll)